# Unxia
Unxia är ett släkte av skalbaggar. Unxia ingår i familjen långhorningar.
Kladogram enligt Catalogue of Life:
| Unxia | \| \| Unxia gracilior \| \| \| \| \| \| Unxia insignis \| \| \| \| \| \| Unxia laeta \| \| \| \| |
|       | \| \| Unxia gracilior \| \| \| \| \| \| Unxia insignis \| \| \| \| \| \| Unxia laeta \| \| \| \| |
|       | Unxia gracilior                                                                                  |
|       |                                                                                                  |
|       | Unxia insignis                                                                                   |
|       |                                                                                                  |
|       | Unxia laeta                                                                                      |
|       |                                                                                                  |